# Uzumaki (mangá)
Uzumaki (うずまき, lit. Espiral) também conhecido como "Uzumaki - A Espiral do Horror" no Brasil, é uma série de mangá escrita e ilustrada por Junji Ito. Aparecendo como uma série na semanal revista de mangá Big Comic Spirits de 1998 até 1999, os capítulos foram compilados em três volumes tankōbon pela editora Shogakukan e publicados de agosto de 1998 a setembro de 1999. Em março de 2000, Shogakukan lançou uma edição omnibus, seguindo por uma segunda versão omnibus lançado em agosto de 2010. No Brasil, o mangá foi publicado pela primeira vez pela editora Conrad e atualmente é publicado pela editora Devir.
A série conta a história dos cidadãos de Kurôzu-cho, uma cidade ficcional que é atormentada por uma maldição sobrenatural envolvendo espirais. A história de Uzumaki originou quando Ito tentou escrever uma história sobre uma longa linha de pessoas que viviam em uma casa, e ele foi inspirado a usar uma forma de espiral para atingir a forma desejada. Ito acredita que o horror de Uzumaki é eficaz devido à sua subversão dos símbolos que são normalmente retratados positivamente na mídia japonesa, e pela sua inspiração em Lovecraft ao tema dos protagonistas que lutam contra uma força misteriosa mais forte do que eles.
O mangá foi adaptado em dois jogos eletrônicos para o WonderSwan e um filme live-action japonês dirigido por Higunchinsky. O mangá recebeu críticas positivas entre os críticos americanos. Ele foi nominado para um Eisner Award em 2003, e colocado na lista de "Top 10 dos Melhores Romances Gráficos para Adolescentes" de Young Adult Library Services Association em 2009.

## Enredo
O enredo de Uzumaki segue uma adolescente do ensino médio Kirie Goshima (五島桐絵) e o namorado dela Shuichi Saito (斎藤秀一), e os cidadãos da pequena cidade japonesa fictícia de Kurôzu-cho (黒渦町), que é amaldiçoada por eventos sobrenaturais que envolvem espirais. À medida que a história avança, Kirie e Shuichi testemunham como a maldição espiral afeta as pessoas ao seu redor, fazendo com que os cidadãos se tornem obsessivos ou paranoicos com espirais. Eventualmente Kirie é afetada pela maldição, bem como, quando seu cabelo começa a enrolar em um padrão espiral não natural, que drena sua energia vital para hipnotizar os cidadãos, e a sufoca quando ela tenta cortá-lo. Shuichi é capaz de cortar o cabelo e salvá-la. A maldição continua a atingir a cidade até que uma tempestade evocada pela maldição destrói a maioria dos edifícios. Os únicos edifícios remanescentes são casas geminadas antigas e abandonadas, que os cidadãos são forçados a ocupar primeiro e, em seguida, viver com a maldição quando se torna cada vez mais lotado.
Kirie e Shuichi elaboram um plano para escapar de Kurôzu-cho, mas quando eles tentam escapar, seus esforços não têm êxito. Depois de voltarem para a cidade, eles descobrem que muitos anos se passaram desde que eles sairam. Outros cidadãos têm expandido casas geminadas até terem ligado em uma estrutura que forma um padrão espiral. Kirie e Shuichi decidem procurar os pais de Kirie, indo para o centro da espiral. No centro, eles caem em um poço onde eles descobrem os cadáveres dos pais de Kirie e outros cidadãos e uma cidade antiga completamente coberta por espirais. Shuichi insiste para Kirie ir em frente e encontrar uma maneira de parar a maldição, mas ela diz que não tem força e ela quer estar com ele. Os dois se juntam e seus corpos começam a embrulhar em conjunto como resultado da maldição. Como eles estão juntos, Kirie descobre que a maldição chegou ao fim, ao mesmo tempo em que é iniciada e concluiu que a maldição é eterna e que todos os eventos serão repetidos no caso de uma nova Kurôzu-cho ser construída no local onde a anterior foi estabelecida.

## Produção
Uzumaki foi escrito e ilustrado por Junji Ito. Ito queria inicialmente criar uma história sobre estranhas mudanças que ocorreriam em pessoas que viviam em um tempo muito longo em um casa geminada japonesa. Esta história teria sido baseada na experiência pessoal de Ito que viveu em uma casa quando era criança. Durante o processo de encontrar uma maneira de desenhar um edifício longo, Ito foi inspirado na forma de um mosquito coil e decidiu que poderia tornar o edifício em forma de espiral. Ito observou que a espiral tem um "misterioso padrão" e escreveu Uzumaki como uma tentativa de aprender os segredos do espiral. Ito buscou inspiração por métodos tais como ficar olhando espirais, pesquisando espirais, criar padrões em espiral pela drenagem de água nas banheiras, e comer alimentos com os padrões em espiral.
Fala sobre a série em 2003, Ito afirmou que ele ainda era incerto o que a espiral representava, ele pensou que poderia ser uma representação do infinito. Uzumaki foi influenciado pela representação positiva de espirais em mídia, que inspirou Ito para subvertê-los para criar o horror, declarando, "Normalmente padrões espirais que marcam o rosto do personagem nos desenhos animados japoneses de comédia, represeta um efeito de calor. Contudo, eu pensei que poderia ser usado em horror se eu desenhasse de uma maneira diferente." A história em que o cabelo de Kirie é amaldiçoado pela espiral reflete um tema recorrente na obra de Ito em que o cabelo de uma heroína tem uma vida própria. Ito usa essas imagens porque se presta bem ao horror devido à sua associação com o ideal feminino japonês (Yamato Nadeshiko), bem como os movimentos fluidos e enervantes de cabelos longos, que ele descreve como cobras. Ito também observou que escritor de horror H. P. Lovecraft era uma de suas inspirações ao criar Uzumaki, afirmando que o desenvolvimento gradual da maldição espiral foi padronizada com a narrativa de Lovecraft e que "[Lovecraft] tem um expressionismo no que respeita à atmosfera que inspira muito a meu impulso criativo."

## Mídias

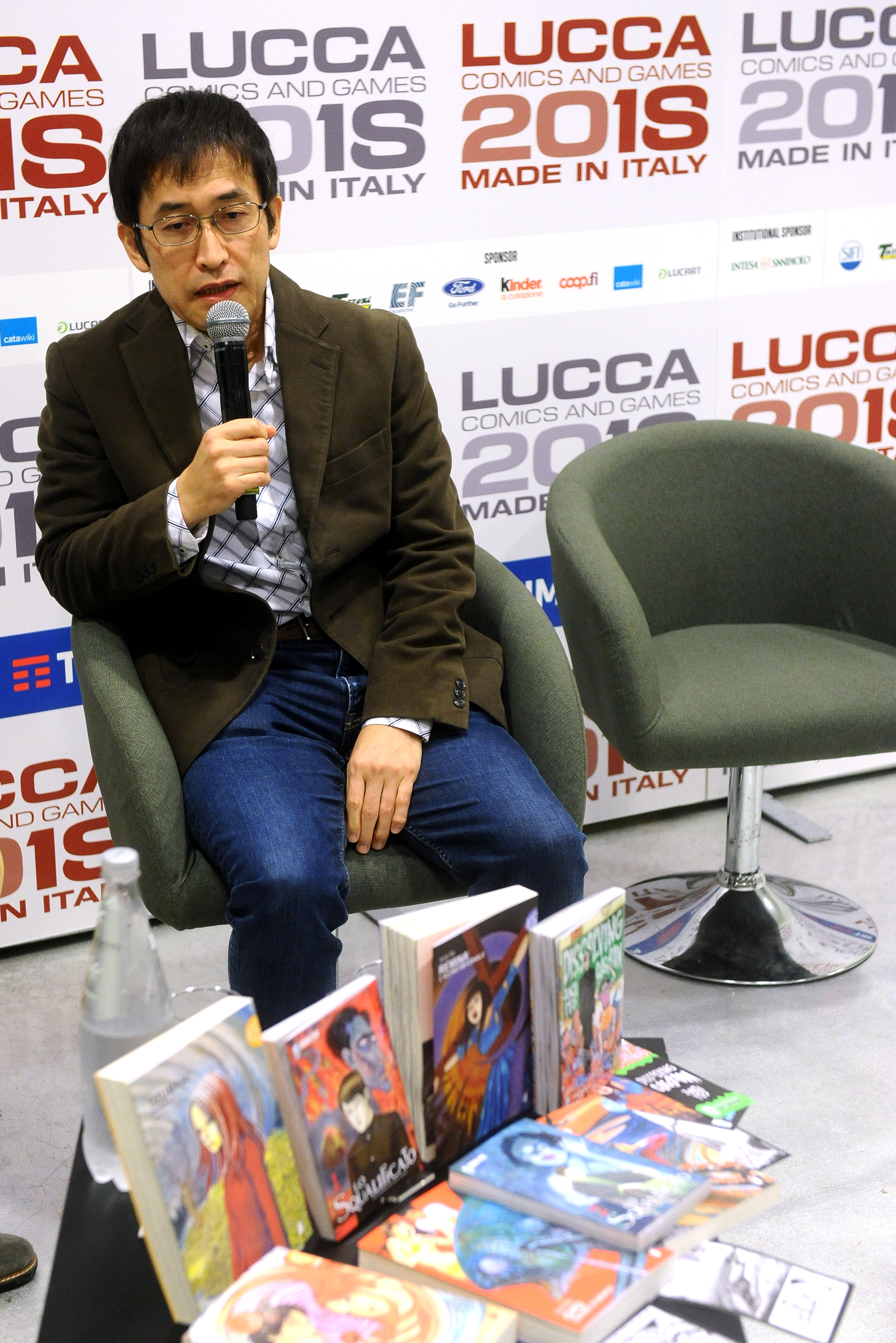
Junji Ito na Lucas Comics & Games de 2018.

### Mangá
Os capítulos do mangá foram serializados na revista semanal de mangás Big Comic Spirits de 1998 até 1999. A editora Shogakukan compilou os capítulos individuais em um total de três volumes tankōbon e publicou-os de agosto de 1998 a setembro de 1999. Para celebrar o lançamento do filme live-action, o volume omnibus da série de mangá foi publicado em março de 2000, junto com o capítulo adicional "perdido". Shogakukan lançou uma outra edição omnibus em 30 de agosto de 2010, com o mesmo nome e contendo um comentário adicional de Masaru Sato.
No Brasil, o mangá foi licenciado e publicado pela primeira vez pela editora Conrad em 2006. Atualmente, ele é publicado pela editora Devir e está na sua 3ª edição.

### Jogos eletrônicos
Dois jogos eletrônicos foram desenvolvidos e publicados pela Omega Micott para o console da Bandai WonderSwan. O primeiro Uzumaki: Denshi Kaiki Hen (うずまき 〜電視怪奇篇〜), foi lançado em 3 de fevereiro de 2000 e uma visual novel que reconta os acontecimento do mangá. Os atores Kirie Goshima e Erika Hatsune fazem uma participação especial. O segundo jogo, nomeado Uzumaki: Noroi Simulation (うずまき 〜呪いシミュレーション〜), foi lançado em 4 de março de 2000 e é um jogo de simulação. Os jogadores são encarregados pela Uzumaki Sennin (うずまき仙人, lit. Mestre Espiral) para espalhar a praga espiral. O objetivo é difundir a maldição do outro lado da cidade e encontrar objetos escondidos para ganhar mais "Power Spiral" e progredir na história. O título também inclui um minijogo que envolve um dos humanos híbridos-caracol.

### Filmelive-action
Em 2000, uma adaptação cinematográfica em live-action foi lançada no Japão. Dirigido por Higunchinsky, estrelando Eriko Hatsune como Kirie Goshima, Shin Eun-kyung como Chie Maruyama, Fhi Fan como Shuichi Saito, Keiko Takahashi como Yukie Saito, Ren Osugi como Toshio Saito, e Hinako Saeki como Kyoko Sekino. O filme consiste em quatro partes ("Um Pressentimento", "Erosão", "Visitação", e "Transmigração"), e, com o resultado de serem produzidos antes da conclusão da mangá, usaram um final diferente do mangá. O filme recebeu 54% do índice de aprovação na revisão agregaria do website Rotten Tomatoes, com o consenso geral de que "Uzumaki usa seu assustador ruído inspirado em David Lynch para efetivamente criar um sentimento de pavor, mas no final não consegue fazer nada com ele."

### Anime
Na Crunchyroll Expo 2019, foi anunciado a adaptação de Uzumaki para um anime de quatro episódios. A série foi animada pela Production I.G e apoiada pela Adult Swim, sendo dirigido por Hiroshi Nagahama (Aku no Hanna, Mushishi). O compositor Colin Stetson, conhecido pelo trabalho no filme Hereditário (filme) e o jogo Red Dead Redemption 2, ficou responsável pela trilha sonora.
Inicialmente, a adaptação seria exibido em 2020 no bloco de programação Toonami da Adult Swim antes de estrear no Japão. O produtor executivo do anime, Jason DeMarco,  declarou no Twitter em 25 de março de 2020, que a produção ainda estava em andamento e que a Pandemia de COVID-19 não tinha impactado a produção.
Em 10 de junho, a conta oficial do Twitter do anime divulgou alguns storyboards de um episódio da série afirmando estarem trabalhando duro e inspirados na obra original.
No entanto, em julho do mesmo o anime precisou ser adiado para o ano posterior por causa da Pandemia de COVID-19. Outro adiamento foi anunciado no dia 15 de junho de 2021, seguido de um vídeo publicado pelo Adult Swim no Youtube. Na postagem, o diretor Hiroshi Naghama afirmou que a pandemia afetou a produção do anime e pediu desculpa aos fãs pelo atraso. Além disso, no vídeo também é exibido um novo teaser da adaptação, que teve a data de estreia confirmada outubro de 2022.   